# Mikroskopisk
Mikroskopisk, småskalig, ej synlig för blotta ögat.
I fysiken avser man med "mikroskopisk nivå" oftast när objekt och fenomen studeras på atomnivå, inte som makroskopiska helheter. På den nivån är kvantfysiken mer relevant än den klassiska fysikens lagar.
Motsatsen till mikroskopisk är makroskopisk, som betyder storskalig, och betecknar de objekt som kan ses med blotta ögat och följer klassisk fysik.